# Pseudopterogorgia luzonica
Pseudopterogorgia luzonica är en korallart som beskrevs av Kükenthal 1919. Pseudopterogorgia luzonica ingår i släktet Pseudopterogorgia och familjen Gorgoniidae. Inga underarter finns listade i Catalogue of Life.